# Vienna Scientific Cluster

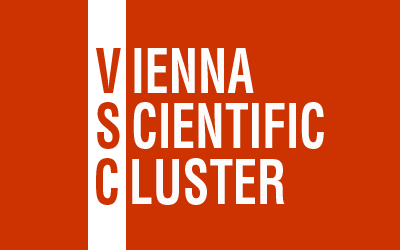
Logo des VSC

Vienna Scientific Cluster ist der Name einer Reihe von fünf Supercomputer-Clustern am Standort der Technischen Universität Wien die mit Stand 2022 von verschiedenen österreichischen Universitäten genutzt werden. VSC ist ein gemeinsames Projekt der Technischen Universität Wien, der Universität Wien und der Universität für Bodenkultur Wien. Während die erste Ausbaustufe VSC-1 nur Wiener Universitäten zur Verfügung stand, wurde die zweite und dritte Ausbaustufe, VSC-2 und VSC-3, auch weiteren österreichischen Universitäten zugänglich gemacht: Der Technischen Universität Graz, der Universität Graz und der Universität Innsbruck. Alle fünf Cluster waren zum Zeitpunkt ihrer Inbetriebnahme in der TOP500-Liste der weltweit schnellsten Supercomputer zu finden, der vierte Cluster war zum Zeitpunkt der Inbetriebnahme (Juli 2019) auf Platz 82 der Weltrangliste. Mitte 2025 erfolgte die Umbenennung in Austrian Scientific Computing (ASC).

## VSC-1
VSC-1 wurde 2009 im Freihaus der TU Wien im 4. Wiener Gemeindebezirk in Betrieb genommen. Er bestand aus:
- 18 Racks mit 436 Rechenknoten mit je zwei 4-Kern-Prozessoren Intel Xeon X5550 und 24 GB Arbeitsspeicher
- 40 Rechenknoten mit je zwei Intel Xeon X5650 6-Kern-Prozessoren
- Die Vernetzung erfolgte über Infiniband QDR mit 40 Gbps
- Mit in Summe 3.968 Rechenkernen und 12,3 TB Arbeitsspeicher erreichte er eine maximale Leistung von 35,5 TFLOPS und war zu diesem Zeitpunkt System Nummer 156 in der TOP500-Liste vom November 2009[8]

## VSC-2
VSC-2 wurde im Mai 2011 am damals neu gegründeten Science Center der TU Wien im Arsenal Wien in Betrieb genommen und bestand aus:
- 30 Racks mit 1.314 Rechenknoten mit je zwei 8-Kern-Prozessoren vom Typ AMD Opteron 6132 und 32 GB Arbeitsspeicher
- Die Vernetzung erfolgte über 80 Infiniband-Switches mit QDR 40 Gbps
- Zur Unterstützung der Kühlung wurden wassergekühlte Racktüren eingesetzt
- Die elektrische Leistung betrug insgesamt 420 kW
- Mit insgesamt 20.776 Opteron-Kernen, 42 TB Arbeitsspeicher und 152,9 TFLOPS lag er im Juni 2013 auf Platz 238 der Top500[9]

## VSC-3
VSC-3 war ebenfalls im Science Center im Arsenal Wien untergebracht, er war von 2014 bis 2022 in Betrieb, und bestand aus:
- 2.020 Rechenknoten mit je zwei 8-Kern-Prozessoren vom Typ E5-2650 v2 und 64 bis 256 GB Arbeitsspeicher
- Insgesamt 32.768 Rechenkernen mit zusammen 130 TB Arbeitsspeicher und Infiniband-Vernetzung
- Mit Stand November 2014 war der VSC-3 mit 596,01 TFLOPS der schnellste österreichische Supercomputer und belegte Platz 85 in den TOP500[11]
- Er verwendete ein Flüssigkeits-Kühlungssystem bestehend aus Paraffinöl in welches die einzelnen Rechnermodule eingetaucht sind, um so die Verlustwärme effizient abzutransportieren.[12] Er lag mit diesem Kühlsystem in der Green500 auf Platz 86.[13] Gegenüber seinem direkten Vorgänger VSC-2 verbrauchte er mit einer Leistung von 450 kW zwar um 30 kW mehr, erzielte aber mehr als die dreifache Rechenleistung als sein Vorgänger

## VSC-4
VSC-4, mit einer Performance von 2,73 PFlops, wurde im Juli 2019 an der TU Wien in Betrieb genommen.
Der VSC-4 verwendet eine Heißwasserkühlung mit einer Temperatur von bis zu 43 °C.

## VSC-5
Der VSC-5 ging im September 2022 in Vollbetrieb. Er hat eine Gesamtleistung (aggregated peak performance) von 4,3 Petaflops.
Als erster Teil des Clusters hat VSC-5 auch GPUs, insgesamt 120 A100 GPUs (40GB) verteilt über 60 Knoten. Diese steuern etwa 1 PFlops der Gesamtleistung bei.
Ebenso wie sein Vorgänger verwendet VSC-5 eine Heißwasserkühlung, allerdings zwecks Energieeinsparung mit einer höheren Temperatur von bis zu 50 °C.

## MUSICA
Im Rahmen des MUSICA-Projekts („Multi-Site Computer Austria“) wird seit 2024 ein vernetzter Supercomputer an den drei Standorten Wien, Linz (Johannes-Kepler-Universität) und Innsbruck (Universität Innsbruck) aufgebaut. Er ging im Jänner 2025 in Wien in den Regelbetrieb über. Die Rechenleistung soll etwa 40 Petaflops betragen. An jedem Standort werden installiert:
- GPU: 4× Nvidia H100 94 GB, verbunden via NVLink, 2× AMD Epyc 9654, 96 Kerne und 768 GB Speicher, 4× NDR 200
- CPU: 2× AMD Epyc 9654, 96 Kerne und 768 GB Speicher, 1× NDR 200
- WEKA Storage Server von MEGWARE
- WEKA Data Platform